# Moncef Belkhodja
Pour les autres membres de la famille, voir Famille Belkhodja.
Moncef Belkhodja (arabe : منصف بلخوجة), né le 18 février 1932 et décédé le 9 décembre 2011, est un économiste tunisien.

## Biographie

### Jeunesse et études
Né dans une famille de la haute bourgeoisie tunisoise qui s'est distinguée dans les sciences religieuses, il est le fils du caïd-gouverneur Ahmed Belkhodja, arrière-arrière-petit-fils du Cheikh El Islam Mohamed Belkhodja ; sa mère Om Héni Ben Achour est la fille du cheikh Mohamed Tahar Ben Achour, érudit appartenant à une grande famille d'intellectuels.
Il obtient son baccalauréat au lycée Carnot de Tunis en 1953. Il étudie en France et obtient une licence de droit à la faculté de droit de Paris en 1956. Il se marie avec une Française.

### Parcours professionnel
Il préside la Banque de développement économique de Tunisie entre 1969 et 1974 puis la Banque nationale de Tunisie entre 1974 et 1978. Administrateur à la Banque mondiale (BIRD) à Washington entre 1978 et 1980, il devient gouverneur de la Banque centrale de Tunisie et occupe cette fonction durant six ans, de 1980 à 1986. Il préside par ailleurs l'Union tunisienne de banques à Paris, entre 1987 et 1992, date à laquelle il prend sa retraite.